# Hieracium callichlorum
Hieracium callichlorum es una especie de planta con flor del género Hieracium, de la familia Asteraceae, orden Asterales.

## Distribución
Hieracium callichlorum se distribuye por el Cáucaso Norte y el Transcáucaso.

## Taxonomía
Fue descrita científicamente por Litwinow & Zahn. Fue publicada en Repert. Spec. Nov. Regni Veg. 4: 264 (1907).